# Shamrock Lakes (Indiana)
Shamrock Lakes es un pueblo ubicado en el condado de Blackford en el estado estadounidense de Indiana. En el Censo de 2010 tenía una población de 231 habitantes y una densidad poblacional de 279,59 personas por km².

## Geografía
Shamrock Lakes se encuentra ubicado en las coordenadas 40°24′41″N 85°25′39″O / 40.41139, -85.42750. Según la Oficina del Censo de los Estados Unidos, Shamrock Lakes tiene una superficie total de 0.83 km², de la cual 0.68 km² corresponden a tierra firme y (17.55%) 0.15 km² es agua.

## Demografía
Según el censo de 2010, había 231 personas residiendo en Shamrock Lakes. La densidad de población era de 279,59 hab./km². De los 231 habitantes, Shamrock Lakes estaba compuesto por el 98.7% blancos, el 0% eran afroamericanos, el 0% eran amerindios, el 1.3% eran asiáticos, el 0% eran isleños del Pacífico, el 0% eran de otras razas y el 0% pertenecían a dos o más razas. Del total de la población el 0% eran hispanos o latinos de cualquier raza.